# تقريب (علم التغذية)
التقريب هو أحد الطرق المستخدمة في تحليل المواد البيولوجية كتحليل للسلع الاستهلاكية في مكوناتها الرئيسية. إنها تقريب جيد لمحتويات السلع المجففة المعبأة وتساعد كي تكون نموذج تحقق فعال من حيث التكلفة وسهل للكميات الغذائية. هذا يعني أنه يمكن استخدام الاختبار للتحقق من الكثير، ولكن لا يمكن استخدامه للتحقق من صحة معالج الطعام أو مرفق معالجة الأغذية؛ بدلاً من ذلك، يجب إجراء اختبار غذائي على المنتج لتأهيل المنتجين المذكورين. 
يتم تنظيم المنتجات الغذائية في الولايات المتحدة بواسطة إدارة الأغذية والدواء ويجب أن تخضع لاختبارات صارمة لضمان المحتوى الدقيق والدقيق للمواد الغذائية. هذا و يجب أن يمنع المعالجات الغذائية من تقديم مطالبات لا أساس لها للجمهور. 
في الصناعة، يتم التقريب في المعايير إلى: 
- الرماد
- الرطوبة
- البروتينات
- الدهون
- الكربوهيدرات (المحسوبة)

من الناحية التحليلية، يتم الحصول على أربعة من المكونات الخمسة عبر التفاعلات والتجارب الكيميائية. يتم حساب المكون الخامس، الكربوهيدرات، بناءً على تحديد العناصر الأربعة الأخرى. يجب أن يقترب دائما تقريبا من 100 ٪ من المنتجات الغذائية. أي انحراف عن 100٪ يعرض دقة الاختبار الكيميائي، حيث أن تكون الاختلافات الصغيرة في الطريقة التي يتم بها إجراء كل اختبار تتراكم أو تتداخل مع التركيب المركب. 
هناك مكونات إضافية قد تندرج تحت فئة واحدة من المكونات الخمسة. الكربوهيدرات، على سبيل المثال، تشمل على سبيل المثال لا الحصر: 
- الألياف الغذائية
- السكريات
- الكحول السكر

في حين أن الرماد يشمل على سبيل المثال لا الحصر: المعادن الغذائية (الصوديوم والبوتاسيوم والحديد والكالسيوم). على الرغم من أن التقريب لا يعطي الفحص الغذائي بأكمله، إلا أنه طريقة غير مكلفة لتتبع الانحرافات في جودة الأطعمة.